# Doxofillin
A doxofillin (INN: doxofylline) vízben oldódó fehér, kristályos por. A xantinok(en) osztályába tartozó hörgőtágító(en) mind hörgőasztma, mind egyéb krónikus obstruktív légúti betegségek ellen.
Hatása a teofillinhez hasonlóan a foszfodiészteráz(en) enzim gátlásán alapul. Nagyon kevéssé hat az adenozin A1 és A2-receptorokra, emiatt – a teofillinnel és a többi korábbi hörgőtágítóval ellentétben – mentes a szívre ill. a szívritmusra gyakorolt mellékhatásoktól. Ilyen hatást – bár elméletileg nem zárható ki – még túladagoláskor sem észleltek.

Teofillin

Ugyancsak nem tapasztalták a xantinszármazékoknál gyakori emésztőrendszeri mellékhatásokat (émelygés, hányás, hasfájás).

## Gyógyszertani tulajdonságok
A szer felezési ideje 6 óránál nagyobb. A vérplazmabeli csúcsértéket szájon át bevéve 1 óra után éri el. Biohasznosulása 62,6%.
Ismételt alkalmazás esetén 4 nap múlva stabilizálódik. Hosszú távú kezeléskor a felezési idő 8–10 óra, így naponta kétszer, esetleg háromszor kell bevenni.
A májban 90%-ban metabolizálódik. 4% ürül változatlanul a vizeletben. Egyetlen metabolitját mutatták ki, a hidroxi-etil-teofillint.
A klinikai kísérletek azt mutatják, hogy 12-13 µg/ml-es doxofillin szérumszint szükséges a légutakra gyakorolt optimális hatáshoz. Ehhez napi két alkalommal 400 mg-ot kell bevenni szájon át. Gyermekek esetén az adag 12 mg/tskg/nap (legfeljebb 18 mg/tskg/nap) két részre osztva.

## Készítmények
Nemzetközi forgalomban:
- Ansimar
- Axofin
- Ventax

Magyarországon nincs forgalomban doxofillin-tartalmú készítmény.